# Santiago de Godos
Santiago de Godos fue una parroquia española del ayuntamiento de Sayar, perteneciente a la provincia de Pontevedra. Acabó integrándose en la de Santa María de Godos.

## Historia
Hacia mediados del siglo XIX, el lugar, por entonces referido como una feligresía perteneciente al ayuntamiento de Sayar, tenía contabilizada una población de 66 habitantes. Aparece descrito en el octavo volumen del Diccionario geográfico-estadístico-histórico de España y sus posesiones de Ultramar de Pascual Madoz con las siguientes palabras:

GODOS (Santiago): felig. en la prov. de Pontevedra (3 1/4 leg.), dióc. de Santiago (6 1/4), part. jud. de Caldas de Reyes (3/4), ayunt. de Sayar (1/4): sit. á la der. del r. Umia en terreno llano, con buena ventilacion y clima saludable. Comprende los l. de Rebolta y Santiago, que reunen unas 20 casas: la igl. parr. (Santiago) está servida por un cura de provision ordinaria en concurso. Confina el térm. N. Sayar; E. Caldas de Reyes; S. Portas, y O. Sta. Maria de Godos. El terreno participa de monte y llano y es bastante fértil: le baña un arroyo que nace en la falda meridional del monte Giabre, el cual corre de N. á S. y muere en el Umia; sobre este r. hay un puente de madera para el servicio de los vec. Los caminos son de pueblo á pueblo, y el correo se recibe de la cap. del part. prod.: centeno, maiz, lino, habas, legumbres, vino y algun trigo: cria ganado vacuno y mucho lanar y cabrio, y hay caza de perdices y conejos. pobl.: 20 vec., 66 alm. contr.: con su ayunt. (V.)
(Madoz, 1847, p. 432)

La parroquia se acabaría integrando en la de Santa María de Godos, en la actualidad perteneciente al municipio de Caldas de Reyes.

## Patrimonio
La feligresía tenía por iglesia parroquial la de Santiago.